# SN 2003ho
SN 2003ho – supernowa typu II odkryta 31 lipca 2003 roku w galaktyce E235-G58. W momencie odkrycia miała maksymalną jasność 18,60m.